# محمد عاطف الإسكليبي
محمد عاطف الإسكِليبي (بالتركية العثمانية: محمد عاطف خوجه)‏ (بالتركية: İskilipli Âtıf Hoca) (1292هـ /1876 - 1926م) هو عالم مسلم تركي، ولد في قرية أسكليب عام 1292 هـ / 1876 م وانتقل بعدها إلى إسطنبول، وفيها أنشأ جمعية المدرسية (الإسلامية) عام 1920 م. حكم عليه بالإعدام بسبب تصنيفه كتاب «تقليد الإفرنج والقبعة»، والذي رأى فيه تحريم تقليد الغرب باللباس. ونفذ الحكم عام 1926 م، مع أن تاريخ التأليف كان قبل من صدور قرار لبس القبعة بسنتين.

## السنوات المبكرة والتعليم
وُلد عاطف إسكليبي عام 1875، في قرية توبخانه التابعة لمقاطعة إسكيليب في محافظة جوروم شمال تركيا، كانت والدته نازلي هانم من قبيلة بن حطاب العربية التي هاجرت من مكة. أصبح يتيمًا عندما بلغ من العمر ستة أشهر، ونشأ تحت رعاية جده حسن كيثودا، فحفظ القرآن الكريم صغيرا. كان عاطف إسكليبي أحد أبناء الأناضول من الطبقات الاجتماعية المحافظة، ولما بدت عليه علامات النجابة وحُب العلم، اتجه لإسطنبول في أبريل 1893 ليُكمل دراسته على كبار علمائها عام 1902، وينخرط في سلك التدريس الديني في جامع السلطان محمد الفاتح، قبل أن يترقَّى في الوظائف الدينية المختلفة بما فيها هيئة كبار العلماء.

## التدريس والجمعية الإصلاحية
في عام 1905 بدأ التدريس في مسجد الفاتح في إسطنبول. وقد رأى الشيخ عاطف أفندي أوجه القصور في نظام المدارس الدينية والمدرسين، فأرسل تقريرا مُفصَّلا إلى شيخ الاسلام ومفتي السلطنة آنذاك الشيخ محمد جمال الدين (1848-1917) يصف له الإصلاح الضروري في نظام التعليم الديني، ولأن هذا التقرير مَسَّ مراكز بعض الشيوخ قُدِّمت عدة شكاوى ضده، فنُقل من إسطنبول إلى بودروم على البحر المتوسط. ورد أنه جمع المال هناك، وهرب إلى القرم بجواز سفر إبراهيم أفندي (أحد أصدقائه السابقين في المدرسة).
بعد فترة، عاد الشيخ عاطف أفندي إلى إسطنبول بعد إعلان االمشروطية الثانية، ليُشكِّل مع عدد من علماء الإصلاح ومشايخه في نهايات الدولة العثمانية جمعية المدرسين التي تغيَّر اسمها إلى جمعية رفعة الإسلام (Teâlî-i İslâm Cemiyeti)، وذلك في 15 فبراير/شباط 1919. وكان أول رئيس للجمعية هو الشيخ مصطفى صبري أفندي الذي سرعان ما عُيِّن بعد بضعة أيام في منصب شيخ الإسلام (مفتى السلطنة)، فخَلفه في رئاسة الجمعية بالإجماع الشيخ محمد عاطف الإسكليبي أفندي في 19 فبراير/شباط. كان هدفُ الجمعية التي أُنشئت قبل وصول الإسكليبي إلى رئاستها بخمسة أيام فقط العملَ على نهضة الدولة العثمانية وتنميتها وإصلاحها في المجالات العلمية والصناعية والدينية والسياسية والعسكرية، وقرَّرت أنها ستعتمد في قيامها واستمرارها على دعم طبقات المجتمع كافة وليس الدولة فقط،  وكان إنشاء هذه الجمعية محاولة جادة من مشايخ الدولة العثمانية وعلمائها للنهوض بها بعد هزيمتها الثقيلة والمهينة في الحرب العالمية الأولى، وفق رؤية هؤلاء العلماء لمفاهيم النهضة الإسلامية التي عادت تطرح نفسها بقوة في الدولة العثمانية والأقطار العربية أيضا.
اعتقل في ثورة 31 مارس، التي شارك فيها لاحقًا. وفي عام 1913، أدين بقتل محمود شوكت باشا ونفي إلى سينوب لمدة 5.5 سنوات.

## معركة القبّعة
أُحِلّت جمعية «رفعة الإسلام» وغيرها من الجمعيات والمنظمات الدينية عام 1922، وبعد إعلان الجمهورية عام 1923، ثم إلغاء الخلافة العثمانية عام 1924 واندفاع أتاتورك ورفاقه نحو «التغريب» الكامل، وصدور حقبة القوانين المعروفة بـ «تنظيمات أتاتورك»، التي نصَّت على منع المدارس الدينية، وإلغاء الألقاب والمحاكم الشرعية والحرف العربي واستخدام الحرف اللاتيني، ومنع لبس العمامة والطربوش ولبس القبعة الأوروبية مكانهما واعتبارها رمز التقدُّم والتحضُّر، كل هذا كان مُحفِّزا للعلماء والمشايخ على رفع أصواتهم للدفاع عن الإسلام، ولو بالكلمة.
ولهذا السبب كتب الشيخ محمد عاطف الإسكليبي عام 1924 رسالته الشهيرة «القبّعة وتقليد الإفرنج» (Frenk Mukallidliği ve Şapka)، التي أعلن فيها رفضه لبس القبعة الأوروبية والتحوُّل عن لبس العمامة والطربوش لما في ذلك من تقليد أعمى للمنهج الغربي. وقد فهم أتاتورك ورفاقه مغزى هذه الرسالة، حيث لم تكن العمامة والطربوش سوى رمزين للصراع بين العلمانيين الجدد وشيوخ الإسلام، لذا فقد عَدُّوا الرافضين لبس القبعة الأوروبية جهلة ومتخلفين عن ركب الحضارة.
لكن الشيخ الإسكليبي كان ذكيا ومُنصِفا حين أكَّد أنه لا يُعارض تقليد الغرب بالكلية في الأمور النافعة قائلا:
«لا يوجد ثمة نهي أو منع عام للتشبُّه بكل مُحدثة أو بدعة سواء أحدثها أهل السنة أم الكفّار وغيرهم، وإن التشبُّه بهم في النوم والمأكل والمشرب وغيره أمر ضروري وطبيعي، وهناك إباحة ومشروعية في التشبُّه بهم في الأغراض الدنيوية كما في المسائل الزراعية والصناعية وتصنيع الأسلحة وأدوات الحرب وحتى في المطابخ والأسِرّة، بل في بعض الأحيان يصبح الأمر واجبا وضرورة لا انفكاك عنها».
بدأ أتاتورك يشن الحرب ضد كل ما يمتّ للإسلام بصلة، وضد القائمين بأمره من شيوخه وعلمائه؛ فاضطر أكبرهم العلّامة وشيخ الإسلام مصطفى صبري أن يهاجر من تركيا مُتنقِّلا ما بين أوروبا والحجاز قبل أن يستقر في مصر حيث قضى نحبه هناك. لكن الغالبية العظمى من علماء الدين وشيوخه فقد نالهم السجن والقتل لا لشيء إلا لآرائهم التي خالفت القوانين والأنظمة التي جاءت بها الجمهورية الأتاتوركية العلمانية وفصلت تركيا الحديثة عن تراثها الفكري وجوارها الجغرافي الإسلاميَّيْن وراحت تتجه نحو الغرب بحماسة. وكان من ضحايا هذا التطرُّف العلماني للجمهورية التركية الوليدة الشيخ محمد عاطف الإسكليبي.

## إعدام الإسكليبي

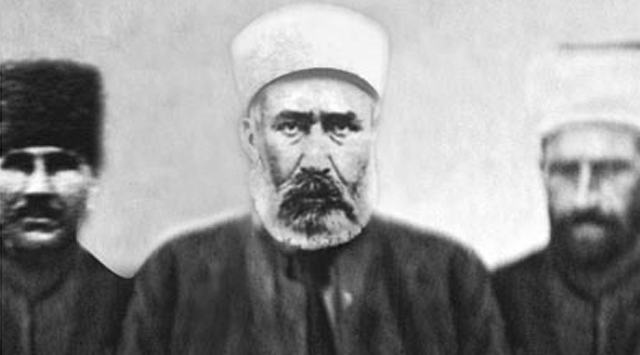
الإسكيلبي قبل إعدامه

رأى الشيخ الإسكليبي ومؤيدوه الحدَّ الفاصل بين التقليد المقبول وبين الانسحاق الهوياتي والحضاري، وبسبب آرائه تلك، انتشرت حركة شعبية مؤيدة للعمامة والطربوش في المناطق المحلية والريفية في الأناضول، وسرعان ما تحوَّل الاعتراض إلى بوادر ثورة اجتماعية، الأمر الذي أرَّق الكماليين فقرَّروا وضع حدٍّ نهائي له بإجراءات صارمة. وبموجب مخالفة «قانون القبعة»، أُلقي القبض على الشيخ عاطف الإسكليبي والشيخ علي رضا مفتي بابا إسكي التابعة لمحافظة «قِرقلر إيلي» غرب تركيا وغيرهما من المعارضين لبس القبعة الأوروبية وتقليد الغرب، وذلك في 7 (ديسمبر/كانون الأول) 1925، وأرسلتهم محكمة الاستقلال في أنقرة إلى مدينة غيرسون شمال تركيا لتتم إجراءات محاكمتهم على عجل.
قدم الشيخ الإسكليبي دفاعًا أولياً بأنه نشر الكتيب (القبّعة وتقليد الإفرنج) قبل سن قانون القبعة، وأنه لم يتخل عن آرائه بشأن محتوياته. على الرغم من مقارنة رئيس المحكمة بين القبعة والعمامة، قائلاً إنهما كلاهما مصنوعان من القماش، لكنه أظهر العلم خلف القاضي وأجاب بأن مادة الخام هي نفس المادة على العلم البريطاني، لكن إحداها تركية، وآخرى بريطانية. أجلت المحكمة يوم واحد للدفاع. ومع ذلك، صرح عاطف إسكليبلي أنه تخلى عن حقوقه الدفاعية بالكامل.
وقد توجَّب وفقا لقانون القبعة الذي صدر قبل بدء هذه المحاكمة بنصف عام أن يُحكم بالسجن على الشيخ الإسكليبي وعلي رضا لثلاثة أعوام بحدٍّ أقصى، لكن جاءت الأوامر العليا من الكماليين فحُكم عليهما بالإعدام شنقا، ونُفِّذ الحكم على مقربة من مجلس النواب القديم في ساحة سامان بازاري في العاصمة أنقرة في 4 فبراير/شباط 1926، ليكون إعدام الشيخ الإسكليبي إحدى العلامات المبكرة على تطرُّف السلطة الأتاتوركية العلمانية وشموليتها، وبطشها بكل المعارضين لها، حتى لو كانت معارضتهم مُوجَّهة ضد لبس القبّعة.
يرى معارضين أخرين بأن الشيخ الإسكليبي وعلي رضا وغيرهم، تم إعدامهم بتهمة الخيانة وفقًا لـ «قانون أولئك الذين يستخدمون الدين والمفاهيم المقدسة في السياسة» الذي اعتمدته الجمعية الوطنية التركية الكبرى في 25 فبراير 1925، خلال سنوات حرب الاستقلال، حيث أعيد تقييم سجلات أولئك الذين تعرضوا للخيانة وقد برز سجل الشيخ الإسكليبي في المقدمة.
نُقل قبر الشيخ عاطف إلى مقبرة إسكيليب غولبابا، بعد أن عُثر عليه في موقف سيارات في أنقرة بداية عام 2009، ودُفِن للجمهور في بداية عام 2010.

## أفلام ذات صلة
- İskilipli Atıf Hoca / Kelebekler Sonsuza Uçar (Yönetmen: Mesut Uçakan)

## راجع أيضا
- إلغاء الخلافة العثمانية

- إصلاحات أتاتورك
- الفتوى الترنسفالية